# Roccamorice
Roccamorice là một đô thị thuộc tỉnh Pescara trong vùng Abruzzo của Ý. Ý. Đô thị này có diện tích 24 km², dân số 1002 người. Các đô thị giáp ranh gồm:Abbateggio, Caramanico Terme, Lettomanoppello, pennapiedimonte (CH), Pretoro (CH).